# Edward Shortt
Edward Shortt (10 mars 1862 - 10 novembre 1935) est un avocat britannique et homme politique du Parti libéral. Il est membre du cabinet de David Lloyd George, notamment en tant que ministre de l'Intérieur de 1919 à 1922.

## Jeunesse et formation
Shortt est né à Newcastle upon Tyne et est le fils du vicaire de l'Église d'Angleterre le révérend Edward Shortt de Woodhorn, Northumberland . Bien que né et élevé en Angleterre, Shortt est issu d'une famille ayant des racines dans le comté de Tyrone. Shortt fait ses études à la Durham School, où il est boursier du roi et participe au club nautique de l'école. Il poursuit ses études à l'Université de Durham, où il est boursier Lindsay à l'University College et participe pendant deux ans au Durham University Boat Club. Il n'a pas excellé académiquement, obtenant un diplôme en classiques en 1884.
Shortt a trois frères. L'un, le Dr William Rushton Shortt, est un chirurgien qui agit en tant que chirurgien civil au Natal Field Force pendant la seconde guerre des Boers et est présent au Relief of Ladysmith . Cependant, sa santé ayant décliné en Afrique du Sud, il est contraint à la retraite anticipée et est décédé en novembre 1913. Un frère aîné, le révérend Joseph Rushton Shortt (1860-1919), étudie à Durham en tant que membre de Hatfield Hall, après avoir fréquenté Exeter College, Oxford - il rejoint ensuite le personnel de l'Université de Durham en tant que professeur de classiques et est économe de Hatfield à partir de 1889– 1898 ,.

## Carrière juridique
Il est admis au Barreau du Middle Temple en 1890 et pratique sur le Circuit Nord-Est. Il acquiert rapidement une grande pratique dans les affaires civiles et pénales, avec sa «personnalité légère», ce qui en fait un avocat efficace devant les jurys . Son entreprise étant principalement dans le Nord-Est, il est peu connu à Londres à cette époque . Il est nommé enregistreur (juge à temps partiel) de Sunderland en 1907 et a pris la soie en 1910.

## Carrière politique
Shortt est devenu actif en politique pour le Parti libéral. En 1908, il est candidat infructueux pour Newcastle upon Tyne lors d'une élection partielle, perdant un siège précédemment détenu par le parti, lorsque la Fédération sociale-démocrate présente un candidat contre lui. Cependant, lors des élections de janvier 1910, il est élu et reste député jusqu'en 1922, transféré en 1918 dans la nouvelle circonscription de Newcastle upon Tyne West. Au sein du Parti libéral, Shortt s'allie avec David Lloyd George dans la scission du parti qui a lieu entre lui et Herbert Henry Asquith. Lorsque Lloyd George est arrivé au pouvoir en 1916, il est nommé au gouvernement.

### Secrétaire en chef de l'Irlande
Shortt s'intéresse activement aux affaires irlandaises et se fait connaître pour ses fréquentes interventions lors des débats sur le Third Home Rule Bill. Sa nomination à la présidence d'un comité spécial chargé d'examiner le fonctionnement des lois sur le service militaire s'est avérée être le tournant de sa carrière politique. Les audiences publiques de ce comité, témoin après témoin, se sont présentées pour raconter des histoires de chaos médical et administratif, ont provoqué une tempête politique majeure et sonné la fin de l'ancien système . En août 1917, le comité produit un rapport dont la principale recommandation est le transfert des examens médicaux des recrues du War Office à une autorité civile. Cela impressionne Lloyd George et conduit à l'avancement de la carrière de Shortt après plusieurs années de relative obscurité . En mai 1918, Lloyd George le nomme Secrétaire en chef pour l'Irlande, à une étape charnière de la Première Guerre mondiale et lorsque le républicanisme irlandais est en expansion. Prenant ce nouveau rôle avec beaucoup d'énergie et, méfiant de toute prétendue intrigue allemande pour encourager la sédition, il fait arrêter 150 membres du Sinn Féin par précaution.
Le gouvernement décide d'introduire la conscription en Irlande pour fournir plus de soldats au front occidental, lié au soutien à l'autonomie irlandaise, mais il constate que l'opposition aux Britanniques augmente. Shortt apporte son soutien à un plan inhabituel visant à encourager les soldats irlandais à rejoindre l'armée française, tout en persuadant la hiérarchie catholique romaine en Irlande de soutenir la conscription . Cependant, les deux parties du plan se sont effondrées en raison de luttes intestines au sein du gouvernement et de l'establishment militaire. La conscription n'a jamais été mise en œuvre en Irlande.

### Ministre de l'Intérieur
Une fois la guerre terminée, Shortt est promu ministre de l'Intérieur en janvier 1919, au milieu d'une grève de la police.
Sur la question du sort des étrangers ennemis qui avaient été arrêtés lors du déclenchement de la guerre, il résiste aux demandes formulées par Charles Yate en février 1919 que tous les étrangers en grève soient immédiatement expulsés, arguant que "le fait qu'un étranger participe une grève en compagnie de sujets britanniques de la même profession n'est pas à elle seule une raison suffisante de son expulsion" . Shortt supervise la déportation de l'anarchiste estonien Eduard Sõrmus, le soi-disant «violoniste rouge», qui est finalement expulsé du pays le 15 février 1919 .
Lors d'une réunion en novembre 1919 avec des représentants du Conseil des députés des Juifs britanniques, Shortt rejette leurs propositions d'appel devant un juge en chambre avant de rendre une ordonnance d'expulsion, arguant que la nécessité de s'attaquer à la subversion au lendemain de la Grande Guerre dépend du maintien par le gouvernement de ce qu'il décrit comme des pouvoirs «anormaux» . Il est impopulaire auprès de certaines personnes au Parlement britannique en raison de sa partialité régionale: il avait tendance à nommer des avocats du Nord-Est à de nombreux postes élevés .
Il est en faveur de refuser l'entrée aux missionnaires mormons, le ministère de l'Intérieur estimant qu'une telle politique s'avérerait impopulaire auprès du public . Malcolm R. Thorp laisse entendre que la position de Shortt comme enregistreur de Sunderland avant son entrée au Parlement pouvait avoir influencé ses positions, car Sunderland a connu des émeutes anti-mormons en 1912, dont Shortt a vraisemblablement été témoin. Ces expériences auraient pu le convaincre qu'une politique plus généreuse envers l'Église de Jésus-Christ des Saints des Derniers Jours aurait déclenché une nouvelle violence.
Lorsque le gouvernement de coalition de Lloyd George tombe en octobre 1922 au lendemain de la réunion du Carlton Club, il s'est rendu compte que sa carrière au Cabinet était effectivement terminée et s'est retiré du Parlement.

## Carrière après le Parlement
Il occupe par la suite un certain nombre de postes officiels, notamment celui de président des commissions d'évaluation des machines, des fiducies, de la circulation automobile intense et de l'enquête sur la loi sur la commercialisation des produits agricoles.
En novembre 1929, Shortt est nommé deuxième président du British Board of Film Censors (BBFC), succédant au T. P. O'Connor. C'est un rendez-vous étrange car Shortt n'a aucun intérêt réel et déteste les films sonores, et est également connu pour critiquer Hollywood .
Le Conseil a été créé par l'industrie cinématographique et n'a pas de rôle statutaire (les conseils locaux étant techniquement responsables de juger qui pouvait voir un film) mais dans la pratique, ses décisions sont toujours respectées. En mars 1930, le BBFC rejette son enfant à naître après une visite de Shortt . C'est la première fois que le BBFC se voit présenter un film décrivant l'acte d'accouchement, et la décision de rejet n'a jamais été renversée . À l'époque, les organismes éducatifs tenaient à exploiter l'émergence des films sonores en Europe avec des films scientifiques sérieux. Après la pression académique, Shortt adoucirait sa position plus tard cette année-là et le BBFC deviendrait plus ouvert à de telles productions . L'un des bénéficiaires était le film allemand Nature and Love de 1927 .
Shortt, cependant, suit généralement la politique précédente d'une licence très restrictive. Dans le rapport du Conseil pour 1931, il exprime sa préoccupation face au nombre croissant de films traitant de sujets sexuels et promet de nouvelles restrictions. En 1932, il rejette le film Tod Browning Freaks, une interdiction qui ne sera levée qu'en 1963 . L'année suivante, il doit faire face à Island of Lost Souls du réalisateur américain Erle C. Kenton, qui a déjà provoqué une certaine controverse aux États-Unis au sujet de sa représentation présumée de la cruauté envers les animaux. Par conséquent, Shortt est suffisamment inquiet pour regarder le film lui-même au lieu de l'un de ses censeurs, et il impose une interdiction dans tout le pays . Il interdit 120 films en cinq ans et en 1932 ordonne des coupures à 382 films, un nombre record; dont l'un est Red-Headed Woman, avec Jean Harlow. Il introduit la cote «H» (pour l'horreur), qui était à l'origine du film classé X plus tard .
Au cours de la dernière année de sa vie, il fonde la société de sécurité Nightwatch Services, qui deviendra plus tard Securicor .
Shortt est décrit par John Maynard Keynes dans Les Conséquences économiques de la paix comme "un homme capable mais obstiné, trop lié aux opinions préconçues", bien que Michael Bentley note avec ironie que de telles qualités auraient pu être utiles dans son poste de président de la BBFC ,.

## Vie privée
Il épouse Isabella Stewart Scott, née à Valparaíso, au Chili, de parents britanniques. Ils ont un fils, le lieutenant William Edward Dudley Shortt, qui est tué le 12 octobre 1917 alors qu'il est officier subalterne des Scots Guards à la bataille de Passchendaele. Il a également trois filles, dont Doreen Ingrams. Son ancienne université, Durham, lui confère le grade honorifique de DCL en 1920 .
Shortt est un franc-maçon actif, membre de l'Université de Durham Lodge no. 3030, une loge maçonnique basée à Londres formée pour les anciens de l'Université de Durham . Il sert en tant que maître vénérable de la loge en 1919 et de nouveau en 1926 et 1927 .
Il est décédé le 10 novembre 1935 à son domicile de Londres, 140 Oakwood Court à Kensington à l'âge de 73 ans. Sa nécrologie dans le Times décrit la cause du décès comme une intoxication sanguine après la grippe .
Au moment de sa mort, il est président de Den Norske Klub .